# سیارک ۴۲۵۲۳
سیارک ۴۲۵۲۳ (به انگلیسی: 42523 Ragazzileonardo، نامگذاری:1994ES) چهل و دو هزار و پانصد و بیست و سومین سیارک کشف شده‌است که در ۶ مارس ۱۹۹۴ کشف شد.